# 西部警察の登場人物
西部警察の登場人物（せいぶけいさつのとうじょうじんぶつ）では、石原プロモーションが制作しテレビ朝日系で放送されたテレビドラマ『西部警察』シリーズの登場人物を記述する。

## 共通
大門 圭介（だいもん けいすけ、演：渡哲也）
警視庁巡査部長・西部警察署捜査課捜査係・部長刑事（主任格） → 警視庁警部・西部警察署捜査課長。
「大門軍団」の別名で知られる捜査課の刑事たちをリーダーとして率い、彼らからは「団長」と呼ばれて慕われている。ただし、先輩刑事である谷・浜・南や木暮からは「大さん」と呼ばれることが多い（木暮は「団長さん」「団長」とも呼ぶ）。
一人称は、基本的に当時の警察官または軍人を髣髴させるかのような「自分」であり、流行語にもなった。そのほか、犯人との交渉などに際して使う「自分は西部署の大門だ」という決め台詞もある。
正式採用されている拳銃（ニューナンブM60）の代わりに、ソードオフ・ショットガンのレミントンM31改を使用している。劇中では主にスラッグ弾を使用しており、PART-I終盤から狙撃用のスコープマウントが追加された。ショットガン以外ではコルト・ローマンやM16、M2カービン等の改造型を使うこともある。銃の腕前は松田いわく、全国に22万人いるとされる警察官の中でも1、2を争うほどの超一流で、本来ショットガンでは絶対にあり得ない遠距離からの狙撃も行う。
PART-III最終回スペシャル『大門死す!男達よ永遠（）に…』において、博多湾沖の無人島・剣島（）（ロケ地は瀬戸内海の「犬島」）にて藤崎礼次（原田芳雄）率いる国際テロ組織と激しい戦闘を繰り広げた末に殉職した。なお、最終的に大門を殺害したのは藤崎の情婦である松井圭子（中村晃子）であり、彼女も北条と五代によって直後に射殺された。
2004年に放送された『西部警察SPECIAL』においては殉職しておらず、木暮の後を受けた西部署の捜査課長として同じ役名のまま登場しており（ただし当時の木暮と違い階級は警部）、「団長」の座は舘ひろし演ずる鳩村英次・捜査主任に譲った格好となっている。渡は当時、既に警察官であれば定年となる還暦を過ぎていたため実年齢をそのまま大門の設定年齢にスライドさせることはできず、若干の年齢設定修正がなされている。
職務中は基本的に全シーズン青のスリーピース・スーツを着用。ワイシャツやネクタイもブルーで統一感を出している。PART-I初期にはグレーのスリーピーススーツ、ネクタイ、黒のワイシャツ、または黒のスリーピーススーツ、ネクタイ、グレーのワイシャツ、PART-I中盤以降では黒のスリーピーススーツ、グレーのワイシャツに緑または赤のネクタイを着用する時もあった。PART-IIの第1・2話では、グレーのスーツに赤のネクタイを着用していた。おとり捜査においてはセーターや革ジャンを着用する場合がある。履物は短靴ではなくショートブーツ。靴下は白い場合が多い。就寝時には寝間着を着て寝ている。
初期では照れ笑いしたり、仲間の死に涙を流したり、犯罪の黒幕に対して我を忘れて殴り続けたりと、人間的な一面が多かった（特にPARTⅠ第52話「ギャングになった刑事」ラストでは、兼子を手招きして顔にケーキを押し付けるいたずらをしたり、ヒゲダンスを踊ったりと、終始満面の笑みであった）が、次第にドライで記号的なキャラクターとなっていく。妹の明子（）に対してはそっけない態度をとったり、PART-I第45話では家でも仕事に熱中するあまり、アコが作った朝食をひっくり返したこともある。歌も上手く、PART-Iの第53話において「CORNER LOUNGE」で美子の歓迎会が催された際には歌を披露し、木暮と二宮は大門の歌声を絶賛していた。またPART-IIの第13話でも、渡本人が当時リリースした「無理をするなよ」の歌声を披露した。
PART-IIIではさらに仕事に対する非情さが増しており、それがたびたび部下の反感を買うことがあった。
特に妹の明子が犯人グループに拉致されたPART-III第4話では、妹と引き換えに自分の腹違いの弟の釈放を要求する犯人に対し、断固として釈放に応じようとしないため部下全員の反感を買い、沖田、南に激しい口調で問い詰められ、鳩村に殴られても無視し、木暮の命令にも従わなかった。
妹の明子と2人暮らしであり、両親は既に他界している。PART-I第113話では、小諸と荻窪に叔母がいる事が明かされている。
PART-Iでは青と黄色を基調とし2階への階段もある、当時としては洗練されたお洒落な部屋に住んでいたが、PART-II以降はオーソドックスなアパート風の部屋へと変更されている。
木暮の不在中は自ら本庁に掛け合ったりマスコミの追及を受けていた。
配偶者はおらず独身で、今まで刑事一筋でやってきたためか他のことにさほど興味がないようであり、しばしばアコに結婚を急かされる。『暁の陽動作戦』では、アコが出入りする編集部の編集長の妹との縁談を強く勧められたが無視した。
朝食は和食党であり、アコが作ったトースト、ハムエッグ、サラダの洋風の朝食（アコ曰く「現代サラリーマンの平均的朝食」）を見て「馬やウサギじゃあるまいし、朝からこんなもん（サラダ）食えるかよ」と言い、さらには「米の飯食わないと腹に力が入らないんだよ。俺日本人だよ」と言ってアコを呆れさせたこともある。
「自分で蒔いた種は自分で刈り取る」を持論とし、部下の失敗をほとんど責めることはないが、自分のみ得ている情報に基づいて単独捜査を行った刑事に対しては、その刑事が失敗もしくは後に一般人が被害を受けたりした場合、または単独捜査をしていて袋小路に追い込まれているにもかかわらず隠し通そうとしているようなときには、鉄拳を振るう。また、自分の進退をかけて部下をかばうこともあり、部下を思うばかりに、また部下が抱いている葛藤を断ち切らんとして、その部下に正義の鉄拳をふるうこともある。逆に木暮の過去の事件がきっかけで、負傷した大門が現場に木暮を行かせない様にした為、木暮の鉄拳を喰らったシーンが有る。事件解決後「課長の胸のつかえも取れましても課長のパンチは強すぎますよ」と訴えた。（PART-I第67話）
SPECIALでは、本体部に「K.DAIMON」のネームが入った、木暮の形見である万年筆を愛用している。万年筆は2本存在し、もう1本は親友である日下憲吾が所有している。
SPECIALのエンディングで警察官の制服を着用しているシーンもある。制服姿はPART-Iから通しで見ても、後にも先にもこれだけである。
なお、テレビシリーズ全編を通して同一キャストで皆勤出演を果たした俳優は渡ただ一人である。
また、渡本人の代わりに危険なスタント、射撃、格闘、カーアクションの一部に影武者として、永野明彦が、PART-III最終回まで、担当していた。
当初企画時の設定では「滝沢啓」との役名であった（従って軍団名も「滝沢軍団」）。
後に、渡は自身の出演した映画『レディ・ジョーカー』の番宣を兼ねた番組でのインタビューにおいて、大門のトレードマークであるサングラス（金縁・紺レンズのレイバン・ティアドロップフレーム）は「いい齢した大人が（撮影で）パンパン“拳銃ごっこ”をするのがバカバカしくて恥ずかしかったから」と、照れ隠しを目的としたものであったと語っている。また芸能人にも大門好きが多く、バラエティ番組『人気者でいこう!』ではダウンタウンの浜田雅功らがスーツ、サングラス、角刈り頭のかつら、ショットガンなどの大門の扮装をするスピードを競う早大門（はやだいもん）というゲームコーナーが存在した。
木暮 謙三（こぐれ けんぞう、演：石原裕次郎）
警視庁警視・西部警察署捜査課長。
キャリア官僚として警察庁に入庁し最年少の警視総監誕生か、と周囲の期待を受けるも、現場を望み敢えて出世コースより外れ西部警察署に赴任。一説には暴走気味の大門軍団を抑える目付役だったともされている。
元はエリートの警察官僚ということもあり、警視庁・警察庁・検察庁・外務省・国防隊（回によっては「防衛隊」。本作世界観における自衛隊相当の組織）などの最高幹部に人脈が豊富である。またPART-I前半期には、事件の黒幕である国会議員などを逮捕する際は、木暮が直々に身柄確保へ向かうことも多かった。
部下の失態を責めることはせず、無茶の多い軍団が力を発揮できるよう陰でサポートしており、捜査用のスーパーマシンも発注している。警視庁本部などから圧力をかけられた際には、人脈を駆使して跳ね返している。
普段は捜査課の奥にある「課長室」で執務を行い、事件が解決すると課長室でブランデーにて祝杯を挙げる。このブランデーは、酒好きで知られた石原裕次郎本人の私物と言われている。
過去に恋人はいたようであるが結婚はしておらず、高級マンションで一人暮らしをしている。PART-I第37話「炎の中で蘇れ!」では、アメリカ仕込と称して自宅でステーキを調理する場面がある。
同じくPART-I第37話「炎の中で蘇れ!」では、出勤時に西部署の階段に座っていた記憶喪失の少女・洋子と出会い、彼女の失われた記憶の裏の犯罪を自ら捜査する中で、上述の通り自宅でステーキを調理するなど、面倒見の良い一面を見せる。事件解決後、親戚に引き取られる事になった洋子を見送りに行こうと課長室で悶々としており、源田に「なんかしょぼーんとしてますよ」、谷に「あの位の子供がいてもおかしくない年だもんな」と言われて、我慢できずに刑事部屋を飛び出し、大門の先導でガゼールで駅まで向かう。
行きつけのバーの「CORNER LOUNGE」（木暮曰く「カド屋」）には、常にボトルをキープしており、マスターの朝比奈（佐原健二）からは「グレさん」と呼ばれているが、かつてFBIでの潜入捜査で出逢った事がきっかけで「ヒナさん」「グレさん」とお互い呼び会う間柄である。
演じる石原裕次郎がPART-I第88話撮影中に解離性大動脈瘤に倒れ、療養のため第89話から欠場。第124話にて復帰した（その間も、オープニングのキャスト紹介には登場しこのとき放送されていた「太陽にほえろ!」でもテロップは出ていた）。その際の大門たちとの会話から、木暮も病気療養のために休職していたという設定であることが窺える。なお、鳩村刑事が登場する第109話以降のオープニングの階段降りにも登場しており、本編では見られなかった木暮・松田・鳩村の3人が並ぶシーンがある。
復帰回の123話の劇中で「木暮謙三」ではなく「木暮謙作」となっている場面がある（松田刑事の墓場における卒塔婆より）。
大門軍団が地方に出向くときは後から合流で参加することが多い。PART-IIIではほとんど大門の代弁者といった役回りが目立った。
愛車は日産・ガゼール。PART-IIIでは25話・31話・42話のみと登場シーンが少なくなる。
PART-III最終話ラストシーンで大門と自分の警察手帳を海に投げ捨て、警察を去ることが示唆されている。
「SPECIAL」では木暮は警察官を続け、裕次郎の死去と同時期に他界したという設定で、「CORNER LOUNGE」内に飾ってある遺影という形で登場する（ラストには「木暮謙三之墓」と刻まれた墓も登場する）。なお、彼がキープしていたボトルは現在でも大切に保管されており、毎年の命日にのみ大門らによって開けられる。
当初企画時の設定では「中野謙二」という役名であった。
後に製作された『ゴリラ・警視庁捜査第8班』では、渡哲也扮する倉本の刑事時代の上司で故人という設定の「小暮」として遺影のみ登場している。
国立 六三（くにたち ろくぞう、演：武藤章生）
鑑識課（鑑識係）員。愛称「ロクさん」。
熟練の鑑識技術で大門軍団をバックアップする縁の下の力持ち。大門兄妹とともにテレビシリーズのほぼ全ての回に登場している。初出演はPART-Iの第2話(オープニングの出演テロップはなかった)。
1967年に警察官に採用、実習として派出所の巡査となった。当時の所属は東部署の外勤課。その後西部署の鑑識課員となる。時には感情を露にする時もあるが、刑事たちからの信頼は厚い。シリーズ中2度主役回があり、既婚者で「さとこ」（字は不明）という妻がいる（PART-II33話）。リュウという柴犬を飼育しており、爆弾探知犬になれるよう育てていた（PART-III59話）。
テレビシリーズは出演者の入れ替わりが激しかったため、テレビシリーズ全編を通して同一キャストで出演しつづけた俳優は渡と裕次郎以外ではこの武藤しかいない。また、テレビシリーズのレギュラー出演者全員と共演できた俳優も武藤と渡だけである（裕次郎は後述の山田由紀子とだけは病気療養中のため共演できなかった）。なお武藤が出演しなかった回もごくわずかだったが数回あった。裕次郎が復帰したPART-II以降に敢行した「全国縦断ロケ」でも時々地方ロケにて出演する回もあった。
記者（演：下之坊正道、山根久幸、柿沼大介、戸田浩二、山本庄助）
ひとたび事件が起こるたびに木暮や大門を追及する。

## PART-I

### 西部署捜査課
巽 総太郎（たつみ そうたろう、演：舘ひろし）
刑事。
愛称「タツ」。
皮ジャン（ただし1・2話では未着用）にサングラスを着用したリーゼント姿でハーレーダビッドソンを乗り回す武闘派。後述の鳩村とは異なり、しばしばヘルメット未着用（ノーヘル）でハーレーを運転している。
権力や権威を何とも思わず、女にも容赦しない暴力派刑事で、ケンカっ早い核弾頭的存在。
コルト・ローマン2インチ2挺をヒップホルスターとショルダーホルスターそれぞれに入れて携帯している。
第30話において、爆弾の仕掛けられた幼稚園バスを追跡中に通行人を避けて転倒し、ハーレーのミラーが腹部に刺さる重傷を負いながらも、バスから爆弾を取り外して空き地まで運搬するが、爆弾を投げた直後爆発し、その爆風を受け殉職した。巽は息を引き取るまで、自分の身代わりとなって銃撃を受け、生死の境を彷徨っていた松田の身を案じていた（後に松田は回復）。大門軍団の中で初めての殉職者であり、木暮をはじめ他の刑事にも衝撃が大きかった。また、いつかは自分も大門のように「巽軍団」を作ることを夢見ていたという。巽が殉職した第30話までのオープニングでは俳優名のみが表示されていたため、巽の名前は最後まで表示されなかった。
当初企画時の設定では、「坂部総太郎」（愛称は「タロー」）という役名であった。
松田 猛（まつだ たけし、演：寺尾聰）
刑事。
愛称「リキ」「リキさん」。第1話で木暮が西部署に着任した際の自己紹介では「松田リキです」と名乗っている。あだ名の由来と本名が一致しない人物の一人。
狙撃と爆発物の専門家で、冷静沈着、表情一つ変えずに任務を遂行する優秀な刑事。大門軍団の仲間に対する思いやりが強かったり、被疑者の子供の面倒を見たりと、人情家の一面もある。
コミカルな一面も持ち合わせており、第41話の当直時に桐生から「リキさんだって見合いの話なんて一つもないじゃないですか」と言われた際には、食べていた東洋水産のカップ麺「赤いきつね」の当時のCMコピーをもじって「バカヤロ、俺は…見合いが怖くてきつねが食えるか!」と答えている。
西部署に配属される以前は東部警察署に勤務していた。警視庁本庁への栄転という話も何度も出ていたが、その度に断っている。拳銃はS&W M29 44マグナムの8-3/8インチモデルを愛用。その他、サングラス（レイバン・ウィナー）を常用し、初期は特殊警棒も使用していた。
大門軍団の刑事の中では捜査中に誘拐や暴行、拷問等を受け負傷する回数が圧倒的に多かった。以下は主な事例である。
- 第7話にて、犯人に後頭部を殴られた衝撃で記憶障害に陥り、警察と大門軍団を敵と勘違いして説得にあたる大門の肩を撃ってしまった。さらには警官へも発砲してバスジャックを働き、犯人の女性の家へ立て籠ってしまう。その後、大門が犯人に撃たれた際に記憶を取り戻した。
- 第30話にて、爆弾製造犯人の部屋のガサ入れ中に巽の身代わりとなり銃撃を受け、意識不明の重体に陥った。
- 第45話にて、源田とともに銀行強盗を行うおとり捜査を決行、犯人をおびき寄せることに成功するが、犯人のマシンガン乱射で乗っていた車が横転し、「刑事なら利用できる」として拉致されてしまう。
- 第61話にて、ビルの屋上から黒パトに建設資材が落下してくるのに気づき、黒パトに乗っていた源田を引っ張り出すも、自身は鉄パイプの下敷きになり足を負傷してしまう。

その後、第122話でようやく警視庁への異動話が持ち上がるも大門への思いから躊躇。続く第123話では、その思いを捨てきれないまま警視庁を脅迫する犯罪組織の捜査にあたり、大門軍団と犯罪組織の取引現場に爆弾が仕掛けられている事を突き止め現場に急行。その旨を大門に伝えるが、直後に組織の首領・浜村（演：北村大造）によるM16の銃撃を受け、全身に弾丸を浴びて殉職した。享年30歳。最終回直前の殉職だったこともあり、オープニングのキャスト紹介映像はテロップが外された状態で残された  。
続く第124話では、10年前に目をかけていた男が殺され、その責任を感じて男の娘・祥子を支援していたことが判明した。彼女の誕生日に会う約束をしていたが、あと2日後に迫ったところで殉職したため、代わりに大門が彼女への思いを伝えた。
谷 大作（たに だいさく、演：藤岡重慶）
刑事。
愛称「おやっさん」「谷さん（大門、源田）」「谷やん（木暮）」。
帽子がトレードマークで、大門軍団の中では唯一着用している。源田と同様に髭を生やしているが、伸ばしっぱなしの時や、きれいに整えられている時とバラバラである。50歳。
当初の案では、何をやらせても七分どおりに失敗するダメ親父刑事の予定であった。
15年前は東部警察署に勤務していた。かつて大門が一介の新人刑事だった頃、「大門！お前はたるんどる!」と先輩刑事として常に大門を叱り付けながら指導した立場であった。特に、大門が刑事としての自信を喪失し落ち込んだ際には「刑事は尻尾を巻くな、絶対に音を上げるな!」と言って大門を殴りつけ、「大門、お前犬になれ犬に!刑事は犬だ!相手の喉笛に喰らい付いたら、相手が倒れるまで離すな!後ろを振り向いたらいかん!死ぬまで走り続けろ!それができなけりゃ死んじまえ!死んじまえ!」と叱咤しており、その言葉が常に大門を支えてきた（第29話回想シーン）。
15年前の東部署勤務時代に古屋という男に自身の拳銃を奪われ、その拳銃が銀行強盗に使われて死者を出すという大不祥事に見舞われ、そのことで刑事人生に消せない汚点を残したため、大門の先輩でありながら階級も立場も逆転されてしまっている。（源田刑事が「古屋に拳銃を奪われてから谷さんずーっとヒラ刑事だ。おそらく定年までヒラだ」と言っている。（46話））しかし、谷は大門を上司として立て、大門も常に敬語を使うなど先輩として遇して他の刑事にはこぼさない悩みをこぼすなど軍団の中では別格扱いしている。
源田と同様、PART-Iの終了と共に何の説明もなく姿を消し、PART-II以降には登場していないが、石原プロのHPでは他署に異動したものとされている。異動先では西部署管内のような凶悪犯罪が少ないらしく、「手こずらせる相手がいない分、ファイトが有り余っている。このままでは老け込んでしまうよ」とのこと。
家族は死別した妻のほか、宝塚歌劇団 星組に入団しているひろ子という娘がいる（第46話「消えた一時間」第113話「狙撃手、大門」より）。
源田 浩史（げんだ こうじ、演：苅谷俊介）
刑事。
愛称「ゲン」「ゲンさん（桐生、北条）」「ゲン兄(兼子)」「ゲンちゃん（平尾）」「ゴリラ（初期の桐生、鳩村）」。
強面の顔立ちと屈強な体格の持ち主で、短い角刈りと口ひげがトレードマークの（最初期は口ひげを蓄えていなかった）見るからに無骨な男だが、お人よしで涙もろく、繊細な面もある。若い女性や美人に弱い。サウンドトラックのブックレットでは「大男」と紹介されている。
いかつい外見とは裏腹に、スーツやベスト、ベレー帽、ナロータイなどを自在に着こなし、ファッションセンスにはかなりこだわっている他、自宅ではジャズを聴いて過ごすなど、垢抜けたセンスの持ち主。
大門軍団で唯一の左利きであり、拳銃などの銃器類は常に左手で操る（ただし食器などは右手で持つ）。
演じる苅谷と同様、大分県速見郡日出町出身という設定。高校の教師に無理やり警察官採用試験を受験させられ、そのまま警察官になったという。谷とは刑事になる前からの知り合いだった。
初期の頃は、射撃時に左手で拳銃を構えて狙いを付ける際、同時に右手を「前ならえ」のように前に突き出す独特のポーズを取っていた。拳銃は当初コルト・ローマン2インチを使用していたが、途中から4インチに変更した。
「体でぶつかれ!反骨精神」をモットーとしており、自分のロッカーの扉に似顔絵入りの貼り紙をしている。
松田によれば「桐生より射撃は上手で、車の運転は下手（第44話）」とのこと。第2話では暴走する装甲車を止めようとダンプカーで突撃を試みたが失敗した。第65話では偽札を箱崎ふ頭まで運ぼうとする犯人の冷凍車に囚人護送車で体当たりし、先頭の車列を除く犯人車の逃亡を阻止している。また大分出身であることから、偽札製造組織を追って別府・大分に向かった際には松田が何かと話しかけていた。
西部署に特別機動車両隊（通称「特機隊」）が配属された当初、隊長は自分しかいないと思っていたが、ほどなく軍団に加入した鳩村にその座を奪われてしまう。鳩村とは何かと衝突するも後に和解し、大門の依頼で導入された特車「サファリ」のメインドライバーとなる。
谷と同様、PART-Iの終了と共に何の説明もなく姿を消し、PART-II以降には登場していないが、石原プロのHPでは他署に異動したものとされている。体力にものを言わせた捜査スタイルは変わらず、西部署時代を懐かしく想いながらも今を刑事として精一杯生きることを第一としている。
兼子 仁（かねこ じん、演：五代高之）
刑事。
愛称「ジン」。宮崎県出身。宮崎県立石室高等学校卒業。
一般人を誤射したショックから拳銃が撃てなくなったり、犯人にヘロイン中毒にされたり（第17話）と刑事としてはまだまだ半人前であるが、大門や谷によって指導され刑事として一本立ちしていこうとする。
喫煙者の多い大門軍団では珍しく、タバコを吸うシーンがほとんど見られなかった。
当初、大門軍団の中では最年少かつ一番下っ端の新人刑事であったがゆえ、他の軍団メンバーに対して敬語で接していたが、桐生に限ってはほぼ同期かつ同世代だったためか、タメ口で対等に接していた。また、大門と谷以外の先輩刑事に対しては専ら「〇〇兄（にい）」という呼び名で接していたが、巽の殉職時には「先輩!」と叫んでいる。
第54話で巡査部長への昇進試験を受けるべく受験票を受け取った矢先、婚約者・あかねの父（演：根上淳）が密輸に関わっていることを知り単独行動を起こす。しかし、銃撃戦の末に白いシャツを血で真っ赤に染め、大門ら軍団刑事に看取られながら笑顔を残して殉職した。
あかね（演：永島暎子）とは高校の同窓会で再会し将来を誓い合う仲となったが、彼女への婚約指輪を直接渡せずに絶命してしまった。「これ（婚約指輪）を彼女に渡して欲しい」という兼子の最期の願いを叶えるため、大門が涙目になりながら代わりに手渡した。あかねは、大門から無言で手渡された婚約指輪を見て兼子の死を悟り、泣き崩れた。
劇中では大門の鉄拳を受けた最初の部下でもある。理由は任務に失敗した谷への痛烈な非難であった。その直後捜査に出かける際には、大門に「団長、（ご指導）ありがとうございました!」と言って会釈している。
捜査課への特殊車両導入後、大門軍団では唯一乗車する機会がなかった。
元長距離ランナーであり、サウンドトラックのブックレットでは「韋駄天」と紹介されている。
当初企画時の役名は「金子 仁」であった。
桐生 一馬（きりゅう かずま、演：加納竜）
刑事。
愛称「リュウ」「リュウさん(北条)」。神奈川県小田原市出身。
第31話にて、殉職した巽の後任として東部署捜査課より着任した。柔道3段、剣道3段。木暮が西部署に着任してから初めて大門軍団に推薦した人物でもある。登場当初は、巽の死ばかりを悼んで自分に注目しない大門軍団の面々を快く思っていなかった。
スマートなイケメン風の新人刑事で、当初は泥臭い体質の大門軍団に馴染めなかったが、次第に溶け込んでいった。良くも悪くも軽い（現代用語でいう「チャラい」）性格である。
初登場の回では大門軍団を尾行したり、宿直の源田が眠っている隙を見て捜査課に忍び込み、寒さをしのぐため課長室にある木暮のブランデーを飲んだり、巽の遺品である革ジャンを勝手に着て捜査へ出てしまったりしていた。また、犯人逮捕時に個人プレーに走り、「新人の土産です」と称して大門の前に犯人を連行するも、「西部署はチームワーク第一」と考える大門に鉄拳を食らった。
愛車は510型ダットサン・ブルーバード。車の運転技術はプロ級で、キャリアカーを利用しての大ジャンプや、犯人車追跡時に片輪走行（第32話）などのテクニックを披露した。ただし第53話で一度エンストを起こしたことがある。第45話では犯人車両の追跡中に独断行動に出て、「このポンコツめ!」とスピードの出ない黒パトを叱咤しているうちに民間人をはねてしまう事故を起こす。この件がきっかけで納車が前倒しされたマシンXを最初に運転した人物であり、捜査課に仕掛けられた時限爆弾を遠ざけるためにマシンXを操ったり、九州出張の際にマシンXで現地入りするなど、マシンXとは縁が深い人物であった。
松田によれば「源田より車の運転は上手で、射撃は下手（第44話）」との事だが、第36話では瀕死の重傷を負いながらダイナマイトの導火線を銃弾で断ち切り、爆発を寸前で阻止する離れ業を見せている。
第74話にて、インターポール本部への出向のために西部署を離れた。日本を離れる際に松田と「日本に帰って来たらまた一緒に捜査しよう」という約束を交わしたが、松田が殉職してしまったため叶わなかった。西部警察の出演者では唯一、異動という形式で番組を降板している。
前述の通り、桐生は巽の後任として西部署に赴任したものの、後述の鳩村が西部署に赴任してくる前に転出したため、加納と舘の出演期間は完全にずれている。そのため、加納は西部警察シリーズの全レギュラー出演者の中で唯一、舘と共演できなかった人物である。
北条 卓（きたじょう たく、演：御木裕）
刑事。
愛称「ジョー」　「ジョーさん・北条さん(五代)」第55話にて、殉職した兼子の後任として東部署から着任した。元白バイ隊員で、空手・柔道等の格闘技にも長けており、犯人逮捕時にはしばしば決め技として回し蹴りを披露している。
白バイ隊員時代、犯人追跡時に一般人女性とその家族を巻き添えにしてしまった責任を感じ、給料の半分を渡すなど面倒を見ていた。そのため、犯人を逮捕するまでは東部署を離れるわけにはいかないという一念から西部署捜査課への転属を不服とし、大門軍団に馴染もうとしなかった上、木暮に転属取り消しを談判していた。しかし、その犯人が絡んだ事件を大門達の協力を得て解決したことで、晴れて大門軍団の一員となった。
大門と木暮に次ぐ出演回数を誇る刑事であり、場数を踏むに連れ段々と成長していった。PART-IIIでは五代の加入により初めて先輩となる。
アコがストーリーに絡む時には第一に相談を受けていた。
第76話では犯人のアジトに踏み込んだ際、部屋に残されたボツリヌス菌入りの牛乳を知らずに飲んでしまい、菌に感染しながらも捜査を続けた。PART-IIになってから負傷する頻度が多くなるほか、医師である犯人に拉致され、1時間毎に一定量の血液を抜き取られるという目にも遭っている。
若さと正義感の強さゆえに無鉄砲も多く、それが原因でマシンXを盗まれたり（第69話）、目をつけた犯人によって「大門を殺せ」とマインドコントロールされ、刑事部屋で発砲したこともある（PART-II第4話）。早く一人前の刑事になりたいと願うあまり、鏡の前で大門のモノマネをしながら自分に酔う（第73話）など、子供っぽい一面も見られる。また、配属当初は精神面の弱さが見られ、事ある毎に辞職届を提出しようとしたほか、マシンXを奪われたことで生じた自責の念を源田に見抜かれて「考えるな!」と一喝されたり（第69話）、大門の前で弱腰を見せて殴られたりもした（第91話）。
元白バイ隊員であることから、初登場回ではクライマックスでバイクアクションを見せた。その後バイクに乗ることはほとんどなかったが、PART-III第31話では平尾を乗せたサイドカー付きの白バイを移動のために使用した。PART-III第61話では同じく容疑者のバイクを追跡しようとしたが、性能差が大きく断念している。
箱乗りが得意で、PART-III48話では犯人にコントロールされたマシンXに乗り込むのに役立った。
大門、松田、桐生と同じく、マシンXに乗る機会が多かった。それ故マシンXに対してかなりの愛着があったようである（PART-III48話「戦士よ さらば」より）。ガゼールとカタナを除く全ての特殊車両を運転した人物の1人。
演じる御木の病気療養のため、PART-III第8話〜第14話の間は登場頻度が落ちていた。この間は第8話の前半、第9話の冒頭、第11話の全編、第12話のワンカットのみ出演し、第9・13・14話はPART-I休養期間の石原裕次郎同様にクレジットは表記するも不参加扱いとなった。第15話より本格的に復帰した。PART-IIIのOPクレジットは御木のみPART-IIを引き続き使用している。
PART-II放送当時、ある月刊誌にて『太陽にほえろ!』に新人刑事、竹本淳二役として出演していた渡辺徹と対談している。なお、両刑事ドラマの出演者はアンケートにて回答している。
平尾 一兵（ひらお いっぺい、演：峰竜太）
刑事。
愛称「イッペイ」「イッペイさん(北条、五代)」。役名は「ヒラの一兵卒」に由来する。自己紹介の際は「一平」に間違えられないよう、「一兵卒のイッペイです」と名乗るのが特徴。
第75話で桐生の後任として着任。大門軍団の新任刑事のうち、木暮ではなく二宮の推薦で西部署に配属された唯一の人物である。二宮曰く「これまで西部署が欲して得られなかった逸材」。
防衛隊のレンジャー部隊から警察官に転身した経歴から堅物かと思いきや、実際には軟派中の軟派。軽過ぎるが故にコミカルな役回りになりやすい三枚目キャラクターである。地方ロケでは毎度のように地元名産品の宣伝役を担っていた（日本全国縦断ロケ#ロケに際し石原プロがしたサービスを参照）。
初出勤時から街を歩く女の子に声をかけるという軟派ぶりを発揮している。しかし、入った喫茶店に強盗が立てこもったため、彼女共々人質となってしまう。人質の中に新人の平尾がいることを二宮から聞いた大門は、平尾が持っていたラジオ付きのヘッドホンステレオ（東芝Walky）に目を付け、FM電波で指令を伝えて突破口を見出した。また防衛隊所属時から射撃の腕前には自信があり、松田からも感心されている。
拳銃はPART-Iではコルト・ローマンを使用していたが、PARTII以降はFN ブローニングM1910に変更している。
登場当初はブルゾンを着用、前述の通り普段からヘッドホンステレオを持ち歩き首からヘッドホンを着けているという、少し斜に構え当時の流行に敏感な今時の若者風のキャラクターでしかなかったが、PART-II以降はブルゾンからジャケット着用に変化し、赤縁のメガネをかけ蝶ネクタイを結ぶ姿が次第に常態化、見た目も三枚目キャラにシフトした（逆にオープニングはPART-Iがディスコで踊るシーン、PART-IIで走行中の車から振り落とされないよう必死の形相だったものが、IIIでは同じく走行中の車の天井にいながらシリアスに拳銃も構えるカットになった）。PART-III中盤からブルーのブレザーと蝶ネクタイといういでたちになった。
後輩の立場だが、頑固な面を持つ北条とは折り合いがあまり良くなかった（特に平尾の着任当初はよく「この一兵卒」と陰口を叩かれていたほど）。そのため「自分は年上なんだから」と北条を諭す描写も見られた (その後はPART-II以降、ウマが合う関係に変更され、コンビを組む描写が多く見られるようになった)。一方で、尾行していた容疑者の暴行を止めようとした北条を無鉄砲を起こすとしか見られず、結果的に妨害してしまったり（第103話）、仲間から比較される形で顰蹙を買ったこともある（PART-II第34話）。第101話にて、義弟の林家こぶ平（現・九代目林家正蔵）と共演した。
鳩村 英次（はとむら えいじ、演：舘ひろし）
刑事・巡査長（西部署特別車両機動隊長兼任） → 捜査主任・巡査部長。
PART-I・第109話からPART-III・最終話、およびSPECIALに登場。
愛称「ハト」「ハトさん(北条、平尾、五代)」「ポッポ（団長や源田など）」「団長（SPECIALのみ）」「鳩村さん（SPECIALの橘のみ）」。
西部署に特別車両機動隊（略称・特機隊）が設立され、その隊長を兼任する形で、大門の指名と親代わりだった本庁の鳴神警視（演：加藤和夫）の推薦で西部署に着任（PART-I 第109・110話）。バイクは無論、射撃・格闘いずれをとっても超一級の腕前を持つ。
西部署へ赴任する以前は、警視庁から選抜されてロサンゼルス市警察SWATへ長期研修に派遣されていた。アメリカでも猛烈な暴力派として恐れられ、「ワイルド・ハート（Wild Heart、「ハート」は「鳩」に由来する）」との異名を取った。この呼び名は、帰国後の鳩村着用のライダー・スーツの背中部分に印字されている。配属当初はアメリカンスタイルへのこだわりもあり、大門や仲間達に対して反抗的な面があったが、その後殉職した松田の後を継いで大門軍団No.2的存在へと成長する。
愛知県出身（演ずる舘と同様）。地元には『あさくま』に勤務するヨーコ（字は不明）という幼馴染がおり、彼女曰く歌手または俳優を目指して上京したとのこと（PART-II第38話）。
当初の愛車はスズキ・GS650G（市販車には無いブラックカラー）で、第117話以降はハンドルがノーマルセパレートタイプに交換されている。PART-II第3話以降はスズキGSX1100S KATANA (こちらも市販車には無いブラックカラー、その他にシートやテール、マフラーも交換されている）、終盤のPARTIII第61話から特注車の「KATANA-R」を駆使して、軍団内でも特に高機動力を誇る捜査を展開。軍団や特機隊を主導するが、オートバイに乗らずに覆面パトカーやスーパーZ、RS軍団各車を運転することもある。軍団がスーパーマシンを連ねてあたかも大名行列のような隊列を組んで目的地に向けてクルーズする際（特に地方ロケの回には頻繁に見られた）には、愛機・KATANAで先導役を担うのが通例。
オートバイ運転時以外は常に黒のスーツを着ており、PART-IIからは黒縁のサングラスを着用する。時代的に規制が厳しくなったためか、ノーヘル姿ばかりが目立った巽とは異なり、オートバイ運転時はほとんどジェット型のヘルメットを着用。
PART-IIでは沖田と、PART-IIIに入ってからは山県と共に軍団の「二枚看板」として前面で活躍。彼らとはそれぞれ仲も良く、いずれとも高度な連携プレーによって事件解決にも貢献した。
アメリカ帰りであるためか、PART-Iでは暴力的な捜査手法や英語交じりの言動が目立ったが、PART-IIからは控えめになり、PART-IIIでは仲間に鉄拳制裁を加えたり、沖田や大門の死に直面した際には耐え切れず激情を露にするなど、熱い一面が強調された。また、上司である大門を一度殴ったこともある（PART-III第4話）。
階級は初登場の際に大門から「巡査長」と紹介されていたが、PART-III「ターゲットＸ鳩村刑事絶体絶命!」に出てくる警察手帳には「巡査」と明記されている。
拳銃はPART-Iではコルト・ローマン、PART-IIからはコルト・パイソンの4インチPPCカスタムを使用、2004年のスペシャル版では鳩村軍団の団長となり、銃をスプリングフィールドM1911A1とG36Cに変更した。
名古屋、仙台での全国縦断ロケでは、ロケの機会に地元局（名古屋テレビ・東日本放送）の主催で行われた「ファンの集い」の野外ステージで舘が自分の曲（「ロックン・ロール 1981」「ワンモア・チャンス」）を歌唱しているが、その様子はストーリー上、芸達者な鳩村が大門たちのいる現場から観客の注意を逸らすため（仙台）、またはステージに出るはずだったヨーコの代役（名古屋）としてステージに上がって行ったものとして、そのまま本編に挿入されている。
アメリカ派遣時以来の恋人・マリア（演：セーラ）がいたが、鳩村がプロポーズしようとした矢先に事件に巻き込まれ殺害されてしまった。実はマリアの正体はFBIの秘密捜査官で、事件を追っていたのであった（PART-II 第13話）。
舘自身は第30話で音楽活動専念を理由に一旦降板したが、別の役柄で再登場を果たしたという珍しい例である（第109話より登場）。このような異例な措置がとられた理由は、舘が当初演じていた巽刑事の殉職に対してファンから電話や投書による抗議や要望が殺到したため、スタッフが検討した結果、別人として再登場させることになったものとされている。一方で舘本人の話では、入院していた石原裕次郎の見舞いに訪れた際に本人から直々に「（西部警察へ）帰ってこい」と要望され、石原プロのピンチという事もあって「自分でお役に立てるのなら」と二つ返事で了承したというエピソードもある。この再登場により、舘は加納を除く全てのレギュラー出演者との共演を実現することになった。なお、巽と鳩村はいずれも舘が演じているため両者の容姿が瓜二つであるにも拘わらず、2人が似ているという設定はなく、鳩村と大門軍団の初対面時にも巽が想起されるような描写は一切なかった。
沢井 礼子（さわい れいこ、演：布目ゆう子）
事務員。
愛称「レイコ」、「礼子ちゃん」。
赴任したばかりの木暮に二宮によって紹介されるが、木暮に両腕を触られ「若い子は良いねぇ、ピチピチしてて!」とセクハラまがいの言動を受けている。
大門のことは「団長」と呼び、捜査時には無線連絡を担当することもあった。
第52話にて婦人警官試験に合格し、捜査課から転出した。その際、刑事部屋で捜査課全員による送別会が盛大に催され、「CORNER LOUNGE」で二次会も行われた模様。
山野 美子（やまの よしこ、演：小野田かずえ）※PART-III第8話以降クレジットなし。
事務員。愛称「ミーコ」「ミーちゃん」「美子ちゃん」（谷、佐川が「美子君」と呼んだ事もある）。
沢井の後任として第53話より登場した事務員。宿直の源田を除く捜査課全員により、「CORNER LOUNGE」で歓迎会が催された。
国立曰く、「交通課のかわい子ちゃん」。
前任の沢井と異なり、大門のことは「大門さん」と呼ぶ。
子供の頃から刑事に憧れていたことから警察官になった。そのため、西部署交通課から捜査課への転属にあたっては、夢を叶えるべく刑事見習いとして頑張りたいと大喜びしていた。
早速捜査課の面々にお茶を入れるも、緑茶ではなくセンブリ茶を入れてしまい、最初にお茶を飲んだ二宮のリアクションを見た大門は困惑していた。
第96話で犯人から人質として指名され、大門に自ら頼み込んで人質となった。その際、大門から発信機を渡されて犯人の車に乗るも途中で気づかれてしまい、車内でもみ合いとなった末に走る車から飛び降りるというアクションシーンを見せた。
第126話（最終回）では、身代金受け渡し現場である公園に、平尾とカップルを装って張り込んでいる。
PART-II第39話では、とある事情からスイスへ亡命しようとする女性の命を狙う犯人をおびき出すため、「私も大門軍団の一員です」と自ら志願して彼女の身代わりを務めた。
PART-III第7話では、クラブへ潜入している鳩村から情報を得るために、南と夫婦を装ってクラブへ来店しており、南から煙草に火をつけてもらう場面がある。
PART-III第11話を最後に降板。劇中では姿を消した理由は特に説明されず、以後捜査課への事務員の配属設定はなくなった。
二宮 武士（にのみや たけし、演：庄司永建）
係長・警部補、退職時は警視。
階級上は木暮の部下・大門の上司。しかし、大門以下の部下は常に独断専行。彼等にハラハラし右往左往するが、結局大門軍団の成果に木暮と共に喜ぶという中間管理職の立場である。大門は一応二宮を立てている様子はあるものの、部下の刑事たちからは基本的に軽く見られており、事実上、二宮が大門以下から頼りにされているとは言い難い。
しかし、頼りないながらもどこか憎めないお人好しな人物。性格は温厚で、部下の刑事達に対しては必ず「くん」付けで呼んでいた。
何かと口うるさいが、その実大門達の良き理解者であった。甲高い声が特徴。
大門達がたびたび無茶な捜査を行うことから、狼狽している場面が多い。特に、源田が犯人に拉致され強盗の片棒を担がされたPART-I第52話では精神安定剤を欲しがる場面があったほか、その後木暮に「CORNER LOUNGE」に誘われた際、最初こそウイスキーを前にして「体の調子が…」といって拒んでいたものの、一度飲んでしまうとそれで弾みがつき、次第に笑顔になってウイスキーをガブ飲みしている。さらには、木暮や朝比奈を相手に「警察に勤めて30年、その間ずっと所轄署勤務で、挙句の果てには西部署の捜査係長」「西部署はスタンドプレーが多すぎる。うまく行けば自分達の手柄、うまく行かなければ私の責任だ」といった愚痴をこぼし、しまいには泣き出して2人を困らせてしまうというお茶目な一面を見せた。ただし、「犯人よりも被害者の人権を優先するべき」と語る（PART-I第1話）など、心情的には大門たちの行動を理解している。本庁上層部から大門たちを止めるよう電話で指示された際、その場に部下がいるにもかかわらず「連絡が取れないので自分には止められない」（PART-I第98話）と嘘をつき、大門たちの行動を黙認したこともある。また、ある時は珍しく引き下がらずに、「どこにいるのか分かっていればこんな電話なんかしませんよ!」と上層部に噛みついたこともある（PART-I第113話）。
事件解決後には、軍団の成功を喜び木暮課長が職場で秘蔵しているブランデーで乾杯することが定番であったが、この際のお相伴に与るというちゃっかりとした一面も持つ。このような描写から、西部署内のギャグメーカー的立場の一部を担っていたと言える。
常に捜査課の中にいるイメージが多いが、何度か現場に出ている。その多くは過去に自分が捜査にあたった事件絡みが多い。捜査手段は主に昔馴染みの情報屋を頼りに調べるといった地道な方法であるため、団員からは古いと揶揄されているが、その一方でコンピュータで犯人の情報を検索し、顔写真の画像をマシンXに転送する（PART-I第46話）といった、最新の機器を使いこなす器用さも持ち合わせる。
最後の出演となったPART-II第14話でも、過去の自分の失敗にケリを付けて警察へのケジメを付けようという気骨のある一面を見せており、結果として大門達の協力により、肩と足に被弾しながらも犯人に鉄拳を加えた上で手錠をかけて見事事件を解決した。犯人逮捕の直後、大門にすがりつき男泣きをしている。
渋谷区恵比寿に一戸建ての家を持ち（第26話）、妻みさ子（PART-II第14話では房子（演：上月左知子））の他、とも子という武蔵野短期大学に通う娘がいる（PART-I 第95話）。
劇中の17年前（1964年）の時点では城南署に勤務し（PART-I第66話）、10年前（1972年）の時点では城東署にも勤務していた。（PART-II第14話）
定年退職から程なくして給食弁当会社「二宮給食」を設立、ラストシーンで捜査課に弁当を持参して配るシーンがあった。定年退職直前に一階級昇進する制度があるが、木暮の計らいで二階級昇進して退職した。
当初企画時の役名は「二宮武雄」であった。

### CORNER LOUNGE
朝比奈（あさひな、演：佐原健二）
「CORNER LOUNGE」のマスター。
元外交官（在米大使館一等書記官）で、木暮とは古くからの親友。互いに「ヒナさん」「グレさん」と呼び合う。下の名前は不明。PART-Iの終了と共に何の説明もなく姿を消し、「CORNER LOUNGE」自体も登場しなくなった（「CORNER LOUNGE」はスペシャルで再登場するが、マスターは朝比奈ではなく藍子に変わっている）。
大門はCORNER→端という連想から店のことを「カドヤ」と呼んでいる。
第67話では、木暮の依頼により元外交官という肩書きを生かして米軍基地内などで情報収集を行うが、重要情報を掴んだ直後に犯人の手下に銃撃され、一時は生死をさまよう。
朝比奈を演じる佐原は、PART-III第33話に原子力保全委員・布施役でゲスト出演している。
薫（かおる、演：幸田薫）※クレジット無し
専属歌手。
朝比奈の姪。基本的にはギターを弾きながら持ち歌（前半は「愛のゆくえ」、後半は「想い出はたそがれ色」）を歌うシーンのみの出番だが、第67話では木暮と朝比奈への脅迫として拉致されたことがある。また木暮の捜査に同行し、クラブで歌った事もある。第110話の出演を最後に、音楽の勉強のためアメリカに渡った。
河合マリ子（かわい まりこ、演：山田由紀子）
第111話より登場。薫の友人で朝比奈が雇ったアルバイト。わずか4話のみの出演に終わり、事情が説明されることなく姿を消した。
矢島アイ子（やしま あいこ、演：豊島ひとみ）※PART-Iではクレジットなし
第117話より登場の新専属歌手。
第118話「あの歌をもう一度」でメインゲストで出演し、「通り雨」を歌う（※118話にはクレジットあり）。
元々はオーディションに合格しプロの歌手としてデビューするはずであったが、恋人が犯罪に関与していたために取り消しとなり、「CORNER LOUNGE」で働くことになる。持ち歌は「通り雨」。
ただし上記事情で専属歌手となる前に、「黒猫」というクラブで歌手をしていた時期がある（第80話）。
PART-IIにも引き続き登場。形としては「セブン」に転職したことになるが、劇中では具体的な説明はされていない。歌手活動が多忙になったため、第27話でセブンを退職した。

### その他
大門 明子（だいもん あきこ、演：古手川祐子）
大門の妹で、職業は売れない漫画家（本人曰く「劇画作家」）ただし写真関係の学校に行っていたという話もある（第1・13話）。
愛称「アコ」。
最初期は、一人称が「私」ではなく「僕」であった回もあった。
大門を「兄貴」と呼ぶ(ただし13話、27話、117話、123話では「お兄ちゃん」と呼ぶこともあった)。
似顔絵が得意で、事件の目撃者や軍団刑事の証言から犯人の似顔絵を作成して捜査に協力することが度々あった。松田殉職時と大門が誘拐された時には、それぞれの似顔絵を描いたこともある。また巽の殉職時には、彼を主人公にした「ハーレーの牙」というタイトルの劇画を描いた。
かなりの亭主関白気質である大門に対して、悪態をつくことも多いが、尊敬もしている様子。気が強く口も達者なため、大門をやり込めることもしばしば（やり込められた大門が思わず「何を、この口先女!」と言い返したほど）。
大門家の食事は全て彼女が作っているが、料理を焦がしたり、大門の味噌汁に着ていたネグリジェのボタンが入っていたりと、失敗することもある（大門が口から取り出したボタンを見て、慌てて胸元を隠すが、大門に「隠すほどの谷間かよ」と突っ込まれている）。
第45話「大激走!スーパーマシン」では、更迭の噂が流れる兄を「もし退職したら海外旅行に連れて行ってあげる」と気遣う。その言葉に甘えるような口ぶりの兄に対し「兄貴は忙しすぎたんだよ」「でも本当は今の忙しいままの兄貴が好きだから、最後まで頑張るんだよ」と励ました。
山梨県が舞台となった第47話「笛吹川有情」ラストでは、木暮の計らいで大門軍団と一緒に石和温泉の石和グランドホテルに宿泊する事になり、ホテルのプールで赤いワンピース水着姿を披露している。
ただ麻薬関係に対する見識は無知に等しく、兼子がヘロイン中毒になって大門家で禁断症状の治療をした際、苦しむ兼子を見て激しくうろたえていたにも関わらず（第17話）、「今度覚醒剤とか持ってきてよ」（第18話）「頭がスッキリする」（第107話）などと発言して、大門や朝比奈にこっぴどく叱責されている。
演じる古手川祐子は当時新人女優であったが、石原プロが第2シリーズ以降の出演依頼を出すタイミングを逸したため、その後は無名の登亜樹子が演じる事になり、職業も漫画家から幼稚園の教員という設定に変更されている。

## PART-II・III

### 西部署捜査課
浜 源太郎（はま げんたろう、演：井上昭文）
刑事。
愛称「ゲンさん（大門と木暮のみ）」「おやっさん」。
他署に異動した谷の後任として、第1話の時点ですでに捜査課に籍を置いていたベテラン刑事。かつての戦友であり、第12話で犯罪に手を染め非業の死を遂げた安井（演∶深江章喜）の娘・幸子を養女として引き取って育てている。「自分で蒔いた種は自分で刈り取る」という大門の持論を彼に叩き込んだ人物。昇任試験を一度も受けたことがない。
演じる井上が運転免許を持っていないため、劇中では運転することはなく、助手席もしくは後部座席に乗っているが、PART-II第6話と第16話終盤でのみ運転席から降車している。　　　　　　　　　　　　　　　　　　　　　　　
PART-II第35話で、連続警官殺害犯である元警官・塚本国男（演：鹿内孝）との銃撃戦の末、殉職。最後まで養女の幸子を気遣っており、大門に「父親らしい事を何一つしてやれなかった。すまなかったと伝えてください」と涙ながらに遺言している。
浜の殉職は当初の予定になかったもので、演じる井上側からスケジュールの過酷さを理由に降板の申し出があったためとされる。
沖田 五郎（おきた ごろう、演：三浦友和）
刑事。PART-II第1話で登場。
放映当時の諸資料によると「PART-IIにおける最大の目玉」とされ、PART-II終了と共に退場する予定であった（結果的にはPART-IIIにずれ込んだ）。役名は余命いくばくもないとの設定に合わせて、新撰組の沖田総司に由来している。
愛称は「オキ」「オキさん(北条、平尾)」「ゴロウ（大門のみ）」。
1954年（昭和29年）4月28日、東京・麻布生まれ。港区立第一小学校、港区立城南中学校、都立青山高校を経て、東京大学法学部へ進学したとの設定。
演じる三浦はもとより健康的なイメージを前面に出していたが、本作で初めて大門と同じクルーカットの短髪に刈り込み、Gパンにブルゾン姿と精悍な印象を見せている（ただし、PART-II中盤以降は髪が伸び、ハードな印象は若干後退する）。
元は国家公務員上級職試験に合格して警察庁に入庁したキャリア官僚であり、警視庁出向後は迷宮入り事件専門の特務三課に配属されていた（ただし進行中の誘拐事件の捜査を行っていた過去もあるなど、設定の不統一が見られる）。ヘリコプターの操縦免許を保持するほか、登場したPART-II第1話から走行中のバスにダンプカーから飛び移り、またヘリの縄梯子から海上にニトロを棄てるシーンをこなすなど、アクション面でも活躍。西部署では世代の近い鳩村と仲が良く、鳩村を特攻隊長とするなら沖田は行動隊長といったポジションを担い、互いに背中を預けられる仲として捜査活動を共にすることが多かった。
キャリア時代の階級は警部だったが、福岡で起きた人質篭城事件において独断で突入を敢行したことが、順調だった彼の人生を大きく変えることになる。人質母子のうち母親は犯人に射殺され、自らも腰に銃弾を受けてしまう。粗悪な鉛（リード）で作られた弾丸は腰椎に食い込み、鉛毒による骨髄炎を発症することは時間の問題であった。余命宣告を受けた沖田は療養のため1年間のブランクを余儀なくされた後、残された時間を燃やし尽くすため、敢えて警察庁から西部署への転属を個人的に志願。その際、階級も自らの希望で警部から巡査への異例の降格が認められた。この事実はPART-III第6話において軍団全員に知れ渡る（南のみ大門を通じて先行して知る）まで、木暮と大門のみが知る秘密であった。登場当初は余命半年の設定であったが、実際は1年間にわたって活躍を続けた。
キャリア時代に国際線スチュワーデス（キャビンアテンダント）の麻生順子（演：水原ゆう紀）と恋仲となり、婚約にまで至ったが、上記の人質篭城事件での被弾による自身の余命のため、理由を告げずに自ら婚約破棄した過去がある。ヘロイン密輸組織摘発のため、沖田がおとり捜査に彼女を協力させた経緯があり、婚約破棄後、復讐として組織の首謀者・軍司（演：宮口二郎）によってその情婦に堕とされた順子と、悲しい再会を遂げている（PART-II第30話）。
普段は冷静沈着なキャラクターであるが、捜査の際は特務三課時代から火のついたダイナマイトを犯人の口に詰めて犯人の居場所を吐かせるなど、軍団刑事以上に過激な手段を行使することも多かった。
序盤はS&W M29 44マグナムの6.5インチPPCカスタムを使用していたがPART-II第28話からはコルト・パイソン4インチを使用。PART-II第11話ではS&W M29 8-3/8インチモデルを使用している。
PART-III第5話にて、誕生日を前にして恐れていた骨髄炎を発症し、続く第6話で自らの死期を悟って西部署を去り、雪山に消えた。死期を悟っての辞職という形で、キャラクター区分上は殉職した刑事と同様の扱いになっているが、他の刑事と違い死亡を確認できる描写はなく、実際の生死は不明。
南 長太郎（みなみ ちょうたろう、演：小林昭二）
刑事。52歳。PART-II第36話から登場。軍団にあって必ず存在し脇を固める、谷・浜に次ぐ3人目のベテラン刑事。
愛称「チョーさん」「おやっさん」。赴任当初は、平尾や沖田から「南さん」と呼ばれた事があった。
城西署時代、駆け出しの大門に刑事のイロハを教え込んだ恩人。部下を庇うあまり査問委員会で上司を殴り、八丈島にある八神署に左遷されていたところ、大門の計らいによって第35話で殉職した浜の後任として着任。着任時に西部署へ向かう途中、銭湯に入って身を清めるという行動で出迎えの平尾を驚かせた。地方出張の際や事件解決後には必ず地元の温泉に入る。
ベテラン刑事らしく勘が良く、また観察眼に優れ他人の立場を察することができる人柄ゆえか、沖田の死期が近いことを木暮・大門以外で最初に悟った人物であった。
拳銃はS&W M36を使用。過去に拳銃を奪われ、その拳銃を取り返すというエピソードもあった（PARTIII 第13話）。
同じベテラン刑事の谷や浜が、加齢による体力の衰えからアクション面で若手刑事に遅れを取ったり体調不良を訴える場面があったのに対し、南は若手刑事にも負けずに、自ら先頭を切って犯人との銃撃戦や追跡に駆け出すことが多かった。
山県 新之助（やまがた しんのすけ、演：柴俊夫）
刑事。PART-III 第7話から登場。
愛称「タイショー（大将）」。あだ名と本名が一致しない刑事の1人。愛称の由来は不明だが、チンピラ時代からそう呼ばれていた描写がある。ただしPART-III第11話のみ、大門が「ガタ」と呼んでいる。
ボクサーくずれでグレていた時代に、病院から盗んだ血液を道路に撒き、偽の殺人事件をでっちあげて大門を挑発した過去がある。この時、大門に決闘を挑むも返り討ちに遭い、「自分に挑戦したいのなら、一人前の人間になってから来い」と一喝されたことで、憧れとライバル心から刑事になった。死期を悟り第6話で辞職した沖田の後任として、神奈川県警察の横須賀港南署から着任。使用拳銃も前任の沖田のものと同じである。沖田のポジションを引き継ぐことから、指揮車であるRS-1の主ドライバーおよび大門が空路など他の移動手段をとった場合、代わりにスーパーZのドライバーを任されていた。沖田と同様、ヘリの操縦も可能（「燃える勇者たち」より）。
イッセイ・ミヤケブランドの機能的な上下繋ぎを着用していることがほとんどだが、冬場はセーターや革ジャンを着ていたり、同期の結婚式に出席するために蝶ネクタイ姿（PART-III第9話）、張り込みでスーツ・ネクタイを着用（PART-III第32話）したこともある。
鳩村とは初対面時から殴り合うなど反目し合っていたが、次第に信頼関係を築いていき、捜査上でもしばしば鮮やかな連携プレーを発揮するようになる。豪放で細かなことにこだわらない体育会系のキャラクターで、後輩にあたる五代らを厳しく指導する面も見られた。武道を嗜んでいたためか、大門の指示等に際し「押忍！」と返事をするのが癖。
父親（演：汐路章）は牧師であり、山県自身も「マイケル・ヨセフ」との洗礼名を持つクリスチャンである。父親は刑事を野蛮な職業として忌み嫌っており、ことあるごとに山県に刑事を辞めて自分の後を継ぐよう説得するが、山県本人はこれを煙たがっており、父の跡を継いで牧師になる気は全くないという。PART-III第16話では、後述のガールフレンド・サリーがヒッピーに殺された事を受け、敵討ちに燃える山県に「目には目を歯には歯を」というハンムラビ法典の教えを説いて容認した。
ニューヨークに絵画を学ぶため留学していた由美（演：藍ともこ）という婚約者が登場している（PART-III第57話）ほか、サリー（演：井上美恵子）というガールフレンドもいたが、こちらは山県を逆恨みしたヒッピー軍団にバイクで引きずり回されて死亡している（PART-III第16話）。
五代 純（ごだい じゅん、演：石原良純）
刑事。
愛称「ジュン」「坊や（鳩村のみ）」。1960年（昭和35年）12月10日生まれ。演じる石原の実際の出身校である慶應義塾大学出身の設定。新米刑事。PART-III第8話から登場し、本放送では冒頭にプロモーション映像が放送され、「石原良純です!よろしくお願いします!」と挨拶した。
青のGC10型スカイラインGT「サンデー号」に乗って登場（ただしその回のうちに爆発炎上）。「サンデー号」で国際的なラリーでの優勝経験もあるなど相当のカーマニアであり、同時に運転技術も高いため、犯人の走り方を分析することもある。この技量から、RS-2配置後はメインドライバーを担当するようになった。配属当初は無鉄砲な捜査も多かったが、大門、山県、鳩村らの指導により成長していく。
警視庁採用の巡査であったが、PART-III第68話で国家公務員上級職試験に合格し、警察庁キャリア組への登用が約束され、かつ国家公務員として採用される翌年度までの間、警視庁捜査一課への異動が内示された。しかし、五代自らは西部署への留任を決意していた。
最終回スペシャルでは、北海道で藤崎一派のテログループに銃撃され一時意識不明の重体に陥るも奇跡的に回復。藤崎らとの最終決戦に参加する。
終盤で明子と恋仲になり、最終回で結婚。軍団解散後は69話・最終回スペシャルにおける木暮と大門のやり取りから、警視庁捜査一課へ異動したと見られる。
役名は、石原裕次郎がかつて主演を務めた映画『栄光への5000キロ』の主人公・五代高行に由来しており、演じる石原良純の「純」の字をこれに重ねたものである。
佐川 勘一（さがわ かんいち、演：高城淳一）
係長・警部補。
PART-II第15話より登場。第14話で退職した二宮の後任として着任。階級上は木暮の部下、大門らの上司。
二宮と同様「困るんだよ、大門くん!」としょっちゅう苦言を呈するが、温厚だった二宮に比べるとはるかに嫌味な性格で、「私は言うことはちゃんと言いましたからね!」「私は捜査係長として情けないですよ」などと居丈高な態度に出ることが多かった。しかし結果は二宮同様部下から相手にされず、小言はいつも空回り。なお、部下の刑事を呼ぶ時は二宮同様基本的に「くん」付けであるが、沖田や鳩村に対しては、「オキ」「ハト」とニックネームで呼んだこともあった。
また、二宮は降板回含め数回にわたって自らが現場へ赴く主役回があったが、佐川の主役回はPART-II第27話しかなく、自ら犯人と戦うことも一度もなかった。ただし、PART-III第18話の福岡ロケ編では、犯人が乗っていた車に装着されていたエンケイ製アルミホイールの購入先を調べるため、東京のオートバックスで聞き込みをする場面がある。
着任初日、刑事部屋で山野事務員に机の拭き方を注意し、昼休みを5分過ぎて戻ってきた軍団を叱りつけ、さらには木暮を大門と勘違いして叱責する。そして木暮を含め、「刑事としての自覚と礼節」について説教しようとしたところで鳩村に指摘され、慌てて木暮に詫びたという逸話を持つ。
しかし次第に大門軍団に理解を示すようになったのか、部下の刑事達と飲みに行ったり、地方に出張している大門軍団の帰りをスナック「セブン」で祝う準備をしたりといった場面もみられ、事件解決後に木暮のブランデーで乾杯にちゃっかりお相伴するという役回りも前任の二宮から引き継いでいる。さらに最終話では、藤崎率いるテロリスト集団との最終決戦から外されたことを知り（全員が佐川の席の引き出しに警察手帳を置いていったことで、軍団全員がクビを懸けて、かつ佐川のあずかり知らない行動とすることで佐川を護ろうとしたことを示す）、誰もいない課長室で独り男泣きした。
演じる高城は、PART-I第66話に誘拐被害者の父親役でゲスト出演している。この回は前任である二宮の主役回であり、二宮を演じる庄司との共演シーンを見ることができる。また、西部警察シリーズの前身的作品である『大都会 PARTIII』でも黒岩軍団の上司にあたる捜査課長を演じていた。

### スナック「セブン」
上村 七重（かみむら ななえ、演：吉行和子）
ママ。木暮のことを「グレ」と呼び、体に悪いとの理由で酒を飲ませない。PART-III第22話で出所した弟と暮らすため、北海道に帰郷していった。その後も「セブン」は最終回まで登場していたが、誰が店を切り盛りしていたのかは不明。
美代子（みよこ、演：八木美代子）
「セブン」の2代目シンガー。明子の保育専門学校時代の同期生で、大門の援助の下で音楽学校に通っている。PART-III第47話を最後に降板し、それ以降はセブンの従業員が全く登場しなくなる。劇中、セブン以外で仕事をしていたかは不明だが、南の着任回で「係長の奢り（沖田のセリフから）」仕出し弁当を捜査課に届けている場面が見られる。PART-III第18話で木暮が脅迫電話の向こうで鳴っているメロディを口ずさんでいたところ、七重が「それ博多どんたくのお囃子でしょ?美代ちゃんがいつも口ずさんでるから、耳にこびりついちゃった」と、美代子が福岡出身であることを窺わせるセリフを言う場面がある。

### その他
大門 明子（だいもん あきこ、演：登亜樹子）
役者交代の影響から、設定も幼稚園の教員に変わり、兄・大門への二人称も「兄貴」から「お兄ちゃん」に変わる（ただし、第1話の冒頭部分で「兄貴」と声を掛けるシーンがある）、古手川よりも大柄で「普通の女の子」らしさが強調されている）など、キャラクター設定も見直されている。将棋が得意で。平尾と北条を相手に勝っている。（PART-II最終回）
PART-III第4話では、西部署に拘留されている弟を釈放させようと企む犯人に拉致され、殴られた上に拳銃で腕を撃たれて重傷を負っており、刑事としての立場故に苦しむ大門と刑事達の必死の捜査の末、無事救出される。
沖田に恋心を抱くも、自分の死期を悟っていた沖田はこれに応えることはなかった。PART-III最終話で五代と結婚する。
幼稚園勤務だが、PART-III中盤より並行して「セブン」の手伝いもしていた。
全国縦断ロケの回では、舞台となる土地にアイ子や友人と旅行で訪れ、犯人を目撃したり、大門に捜査に協力させられたりする事が多い。
浜 幸子（はま ゆきこ、演：荒井玉青）
浜の養女。中学生（演じた当時の本人の歳と一致）。第12話「10年目の疑惑」、第35話「娘よ、父は… 浜刑事・絶命」に登場。「10年目の疑惑」に登場した犯人の一人・安井の娘を浜が引き取って育てていた。
花子（はなこ、演：山科ゆり）
西部署の近所にあるそば屋「おかめそば」の店員で、捜査課によく出前に来る。
大門に好意を寄せている節があり、大門の注文したざるそばにだけ盛りを多くしたこともある。
「セブン」で鳩村の恋人・マリアの歓迎会が開かれた際には、「沖田の嫁さん候補第1号」を自称していた。第27話でアイ子が退職する際も送別会に出席していたが、第34話を最後に登場しなくなった。

## SPECIAL

### 西部署
橘 数馬（たちばな かずま、演：徳重聡）
警視庁所属・ニューヨーク市警研修生→西部警察署捜査課刑事。
日下に見出されニューヨーク市警へ研修派遣中、鳩村と出会う。若さに任せて突っ走る熱血漢。新美の逮捕の際に自分をかばってくれたボブを死なせてしまったという責任感から、新美の護送任務の同行を志願、任務を終えてニューヨークに戻ろうとした矢先に今度は日下が人質になったことを知り、宮崎に飛び強引に鳩村軍団の捜査に参加。直美とは顔見知りである。事件解決後、正式に鳩村軍団の一員となった。
劇中ではベレッタM92FS（ステンレスモデル）を使用。
日下 直美（くさか なおみ、演：戸田菜穂）
捜査課刑事・警視庁爆発物処理班（兼任）。
通称「ナオミ（父の憲吾と鳩村のみ）」、「ナオミさん」、「ナオミ先輩」。
シリーズを通じて初の女性刑事、鳩村軍団の紅一点。爆発物処理にも長けており、姐御肌。男勝りの活躍の一方で、ピアノの腕はプロ級という女性らしい一面も持つ。
劇中ではシグP230JPを使用。
坂東 耕作（ばんどう こうさく、演：田山涼成）
捜査課警部補。
通称「バンさん」。
テレビシリーズの谷・浜・南の後を受けた「おやっさん」的ポジションにあり、設定年齢も鳩村より上。課長とともに行動することが多い。
劇中ではコルト・ローマン(銃身はコルト・ディティクティブスペシャル)を使用。
三上 修（みかみ おさむ、演：木村昇）
捜査課刑事。コンピュータ犯罪のエキスパート。
劇中ではS&W M19の2.5インチを使用。
松山 高之（まつやま たかゆき、演：池田努）
捜査課刑事。重火器類の知識に長ける。
通称「マツ」。
劇中ではベレッタM92FSを使用。
堀内 昌兵（ほりうち しょうへい、演：金児憲史）
捜査課刑事。鳩村に憧れる一匹狼。口数が多く、何かと突っかかってくる橘をライバル視する。
通称「ホリ」、「ホリさん」。
劇中ではS&W M10の3インチを使用。

### 警察庁
日下 憲吾（くさか けんご、演：大杉漣）
警視庁対テロ特命課長・警視正。
日下直美の父。大門とは立場・階級を異にしながらも親友であり、共に亡き木暮を敬う。大門のものと同型の、木暮の形見である万年筆（「K.KUSAKA」のネーム入り）を愛用。人質にされながらも、携帯電話のメールで鳩村軍団とコンタクトを取る。
瓜生 信介（うりゅう しんすけ、演：村井国夫）
警察庁長官官房長・警視監。
新美の逮捕・日本での取り調べおよび宮崎での捜査の陣頭指揮を西部署に委ねる。政府と一体である上層部の方針に従うが、旧来の役人体質に頭を痛める節もある。

### バー「CORNER LOUNGE」
藍子（あいこ、演：高橋惠子）
大門、日下らが行きつけのバー「CORNER LOUNGE」のママ。

### 国際テロ組織「ブラックホーク（黒い鷹）」
スズキ マコト（本名：新美 旭（にいみ あきら）、演：神田正輝）
ブラックホークのリーダー。
新美正臣の弟でアメリカ国籍。グロック17、ワルサーP99を使用。通信社の駐在員を父に持ち、駐在国の政変に巻き込まれ両親を現地当局によって処刑・殺害されたという不幸な生い立ちを持つ。この際、日本当局が外交保護権を行使しなかったことから日本に激しい恨みを持ち、以後自らテロリストの首領となって日本への復讐を誓ったという。
この人物設定は、『西部警察 PART-III最終回スペシャル 大門死す!男たちよ永遠に…』（1984年10月22日放映）に登場し、大門の最後の宿敵となった国際的テロリスト・藤崎礼次（演・原田芳雄）とほぼ同様の設定である。
新美 正臣（にいみ まさおみ、演：西岡徳馬）
警察庁のキャリア官僚であったが、両親が殺害されて以降行方不明であった弟の目的を知り合流、テロ支援者に転向してしまった。そのため、警察幹部からは「獅子身中の虫」「警察組織の裏切り者」と蔑まされている。この事実が公になれば警察庁長官の首を差し出すだけでは済まないほどの大スキャンダルとなるため、旅券法違反容疑以外は伏せられている。
その旅券法違反で国際手配されていた最中、ニューヨークにて鳩村らによって逮捕される。